# 恭恵王后
恭恵王后 韓氏（きょうけいおうこう かんし、コンヘワンフ ハンシ、공혜왕후 한씨、1456年11月8日 - 1474年4月30日）は、李氏朝鮮の第9代国王成宗の最初の正室。
上党府院君 忠成公韓明澮と黄驪府夫人驪興閔氏の娘。姉に第8代国王睿宗の王妃の章順王后がいる。本貫は清州韓氏。諡号は徽懿慎粛恭恵王后。

## 生涯
世祖13年（1467年）1月12日、当時王子の身分で乽山君に封じられていた成宗と婚姻した。婚姻後は天安郡夫人と称された。この婚姻は、夫の祖父の世祖の意向によるものだと言われている。睿宗元年（1469年）に成宗が国王に即位すると、正室であった彼女は王妃に冊立された。成宗4年（1473年）に病気療養のため、実家の韓家に移り住む。成宗も一日置きに見舞いに訪れた。その後病状が回復し、王宮に戻るが、同年12月に再発してしまった。自身の病が治ることはないと悟った彼女は、自らの希望で昌徳宮求賢殿に移った。成宗は毎日見舞いに訪れ、貞熹王后・昭恵王后・安順王后も毎日見舞った。
成宗5年（1474年）、病のため死去。享年18歳。成宗との間に子供はいなかった。

## 人物
- 姑の昭恵王后は厳格な人物で、彼女に対しても厳しく接した。中国の賢母良妻に関する話である『烈女伝』を読むようにするなど儒教倫理により徹底的に教育した。
- 王妃となった以降も懐妊の兆しがなく、後宮を持つこととなった。そのことに対して、嫌な顔一つしなかった。また、後宮の側室達に服等を贈ったという。
- 求賢殿に移ってから両親が看病に訪れた。娘が心配であるあまり食事をとることができなくなってしまった。それに対して、食事を取るよう命じたという。なお、これは死の数日前のことであった。

## 家族関係
- 父：韓明澮（上党府院君 忠成公、1415年-1487年）
- 母：黄驪府夫人 驪興閔氏（生年不詳-1479年）
- 姉：名前不詳（高霊府院君 申叔舟の長男の申澍の夫人）
  - 義理の大姪：恵淑翁主（1478年-没年不詳）- 夫の成宗と後宮の淑儀洪氏の娘。甥の申従濩（長姉と申澍の子）の子の申沆の夫人
- 姉：名前不詳（尹師路（成宗の継室の貞顕王后の同族）と世宗の娘の貞顕翁主の長男の尹磻の夫人）
- 姉：章順王后（1445年-1461年）- 睿宗の最初の正室
  - 甥：仁城大君（1461年-1463年）
- 兄：韓堡（琅城君 襄胡公、1447年-1522年）
  - 義理の姪：恭慎翁主（1481年-1549年）- 夫の成宗と後宮の貴人厳氏の娘。甥の清寧尉 韓景琛（韓堡の三男）の夫人
- 夫：成宗